# HMS Oracle (S16)
Pour les autres navires du même nom, voir HMS Oracle.
Le HMS Oracle (pennant number : S16) est un sous-marin britannique de classe Oberon de la Royal Navy.

## Conception
La classe Oberon était une suite directe de la classe Porpoise, avec les mêmes dimensions et la même conception externe, mais des mises à jour de l'équipement et des accessoires internes, et une qualité d'acier supérieure utilisée pour la fabrication de la coque pressurisée.
Conçus pour le service britannique, les sous-marins de classe Oberon mesuraient 241 pieds (73 m) de longueur entre perpendiculaires et 295,2 pieds (90 m) de longueur hors-tout, avec un maître-bau de 26,5 pieds (8,1 m) et un tirant d'eau de 18 pieds (5,5 m). Le déplacement standard était de 1 610 tonnes ; à pleine charge, il était de 2 030 tonnes en surface et 2 410 tonnes en immersion. Les machines de propulsion comprenaient 2 générateurs diesel Admiralty Standard Range 16 VTS et deux moteurs électriques de 3000 chevaux-vapeur (2 200 kW), chacun entraînant une hélice tripale de 7 pieds (2,1 m) de diamètre allant jusqu'à 400 tours par minute. La vitesse maximale était de 17 nœuds (31 km/h) en immersion et de 12 nœuds (22 km/h) en surface. Huit tubes lance-torpilles de 21 pouces (533 mm) de diamètre étaient installés, six tournés vers l'avant, deux vers l'arrière, avec une dotation totale de 24 torpilles. Les bateaux étaient équipés de sonars de type 186 et de type 187 et d'un radar de recherche de surface en bande I. L'effectif standard était de 68 hommes, 6 officiers et 62 marins.

## Engagements
Le HMS Oracle fut construit par Cammell Laird. Sa quille fut posée le 26 avril 1960 et il fut lancé le 26 septembre 1961. Il est mis en service dans la Royal Navy le 14 février 1963.
Pendant la guerre froide, le HMS Oracle a effectué des missions secrètes d’observation de trois mois dans la région arctique en 1965. Il était en alerte pendant la période tumultueuse où la Rhodésie a annoncé son indépendance.
Le HMS Oracle a participé à la Revue de la flotte au large de Spithead le 28 juin 1977, lors du Jubilé d'argent de la reine, alors qu’il faisait partie de la flottille sous-marine.
Dans les années 1980, le HMS Oracle a participé à la série documentaire Submarine de la BBC. Il a accueilli les stagiaires, futurs commandants de sous-marins, du Submarine Command Course (SMCC), connu sous le surnom de The Perisher en raison de sa réputation d’avoir un fort taux d’échec.
Le HMS Oracle a été retiré du service le 18 septembre 1993 et vendu au chantier de démolition H. G. Pound à Portsmouth. Il y est resté pendant des années, incliné à 45 degrés voire plus sur le HMS Otus, jusqu’en octobre 2005, quand il a été vendu à un chantier turc pour une somme non divulguée. Il semble qu’il a coulé en novembre 2005 dans le détroit de Gibraltar lors de son remorquage vers la Turquie. Il est pris en remorque le 30 octobre 2005 par le remorqueur Fairplay XIV. Selon un rapport de Gibraltar, une semaine plus tard le remorqueur a été suivi au radar dans le détroit de Gibraltar, se dirigeant vers l’est, mais à une vitesse excessive pour un remorqueur tirant un navire. Le remorqueur a ensuite été suivi au radar jusqu’à l’enclave espagnole de Ceuta, au Maroc, où il est resté trois jours avant de repartir mystérieusement vers Lisbonne.